# TEE Cisalpin
Le Cisalpin est un train de la catégorie Trans-Europ-Express qui relia de 1961 à 1984 les villes de Milan et de Paris.

## Historique
En 1961 est mis en service pour la première fois un engin ferroviaire polytension, permettant ainsi de rouler sur le réseau ferroviaire ouest-européen sans changer de locomotive aux frontières. Les RAe TEE II des CFF assurèrent dès leur mise en service les services TEE à travers le massif alpin : TEE Gottardo et Ticino entre Zurich et Milan via le Gothard et TEE Cisalpin entre Milan et Paris via le Simplon.
Un tournus fut mis en place pour chacune des quatre rames automotrices RAe TEE II numérotées 1051 à 1054 :
- 1er jour : 
  -  Gottardo : Zürich HB – Milano C
  -  Cisalpin : Milano C – Paris-Gare de Lyon
- 2e jour :
  -  Cisalpin : Paris-Gare de Lyon – Milano C
- 3e jour :
  -  Ticino : Milano C – Zürich HB
  -  Ticino : Zürich HB – Milano C
  -  Gottardo : Milano C – Zürich HB
- 4e jour : entretien à Zurich.

Le 5 octobre 1962, soit peu de temps après la mise en service des RAe, le TEE Cisalpin est victime d'un grave accident près de Montbard : lancée à 140 km/h, la rame 1053 percute un wagon citerne déraillé engageant le gabarit de la voie contiguë à la suite d'une rupture de fusée d'essieu et déraille.La voiture 1 traverse une maison de garde barrière désaffectée et s'écrase contre le remblai après avoir effectué un demi tour. 9 victimes seront retirées sans vie des décombres. Durant la longue remise en état du train qui dura près d'un an et demi, les CFF firent le pari de tenir le service sans effectuer l'entretien initialement prévu un jour sur quatre à Zurich. Et contre toute attente, ce pari fut gagné : pas une seule panne irréparable n'entrava l'exploitation !
Au début des années 70, la SNCF reprocha aux CFF le manque de souplesse des rames RAe TEE II, indéformables et incompatibles avec tout autre matériel ferroviaire. S'il fallait renforcer le train lors d'un pic de trafic, il n'y avait pas d'autre solution que d'ajouter une seconde rame, la capacité du train passant ainsi du simple au double. Il fut donc décidé d'assurer le Cisalpin dès 1974 avec une rame tractée composée des nouvelles voitures Mistral 1969.
À la suite d'intempéries qui ont touché le nord de l'Italie du 7 au 9 octobre 1977, la ligne du Simplon et la route attenante furent coupées le 8 octobre 1977 par plusieurs éboulements et glissement de terrain au nord de Domodossola. Plus au sud à Pallanza, le viaduc à double voie sur la Toce s'effondra en raison de la défaillance d'une de ses piles. La ligne fut totalement coupée entre le 8 et le 18 octobre puis les FS détournèrent la circulation par l'itinéraire non électrifié et a débit assez faible Premosello-Borgomanero-Novare. Au bout de dix jours, la route put enfin être dégagée et les voyageurs sont acheminés par autocars entre Brigue et Domodossola jusqu'au 14 janvier 1978.
Finalement, le TEE Cisalpin dut, tout comme nombre de trains prestigieux, céder la place au tout nouveau et tout puissant TGV. Le 22 janvier 1984, quatre allers et retours TGV quotidiens furent mis en place entre Paris et Lausanne, et les noms des trains remplacés leur furent attribués : TGV Cisalpin, Jean-Jacques Rousseau, Lemano et Lutetia. Entre Milan et Lausanne, des liaisons InterCity furent instaurées et prolongées jusqu'à Genève. Si la seconde classe s'offrait dorénavant à la clientèle (au contraire des services TEE exclusifs en première classe), une rupture de charge était maintenant imposée aux voyageurs France ↔ Italie lors du changement de train à Lausanne.

## Parcours et arrêts

Itinéraire du TEE Cisalpin

- 01.07.1961 : mise en service du TEE Cisalpin : Paris-Gare de Lyon – Dijon-Ville – Lausanne – Brig – Domodossola – Milano Centrale (818,2 km)
- 27.05.1962 : arrêt supplémentaire à Vallorbe
- 27.05.1974 : itinéraire prolongé aux services d'été : Milano Centrale – Brescia – Verona – Vicenza – Padova – Venezia Mestre – Venezia Santa Lucia (1 084,2 km)
- 01.06.1975 : arrêt supplémentaire à Sion
- 28.05.1978 : arrêt supplémentaire à Dole-Ville (pour permettre un changement de réduction sur la CC 21000)
- 30.09.1979 : suppression du parcours entre Milano et Venezia
- 21.01.1984 : dernier jour de circulation de ce TEE, remplacé dès le lendemain par un TGV et un InterCity qui garderont le nom de Cisalpin

## Matériel roulantutilisé

### RAe TEE II

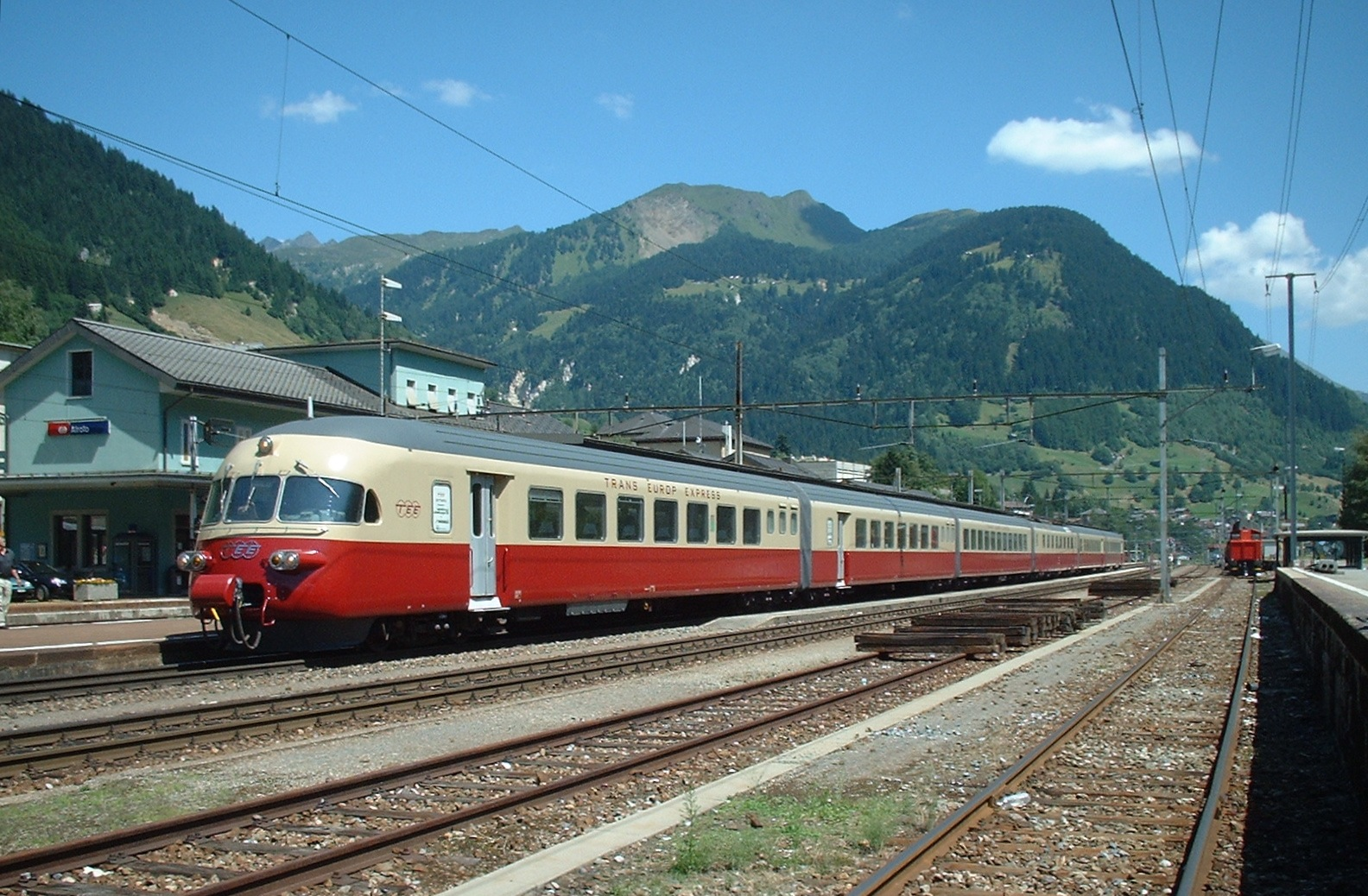
RAe TEE II

Période d'utilisation : 01.07.1961 – 25.05.1974
- Le RAe TEE II se présente en rame indéformable. Deux rames pouvaient circuler en unité multiple pour doubler la capacité si besoin était.

| At | Re | WR | A | At |

| Paris–Milan | Paris–Milan | Paris–Milan | Paris–Milan | Paris–Milan |

- Dès 1966, une voiture supplémentaire est adjointe lors du passage en atelier :

| At | A | Re | WR | A | At |

| Paris–Milan | Paris–Milan | Paris–Milan | Paris–Milan | Paris–Milan | Paris–Milan |

### voitures Mistral 1969

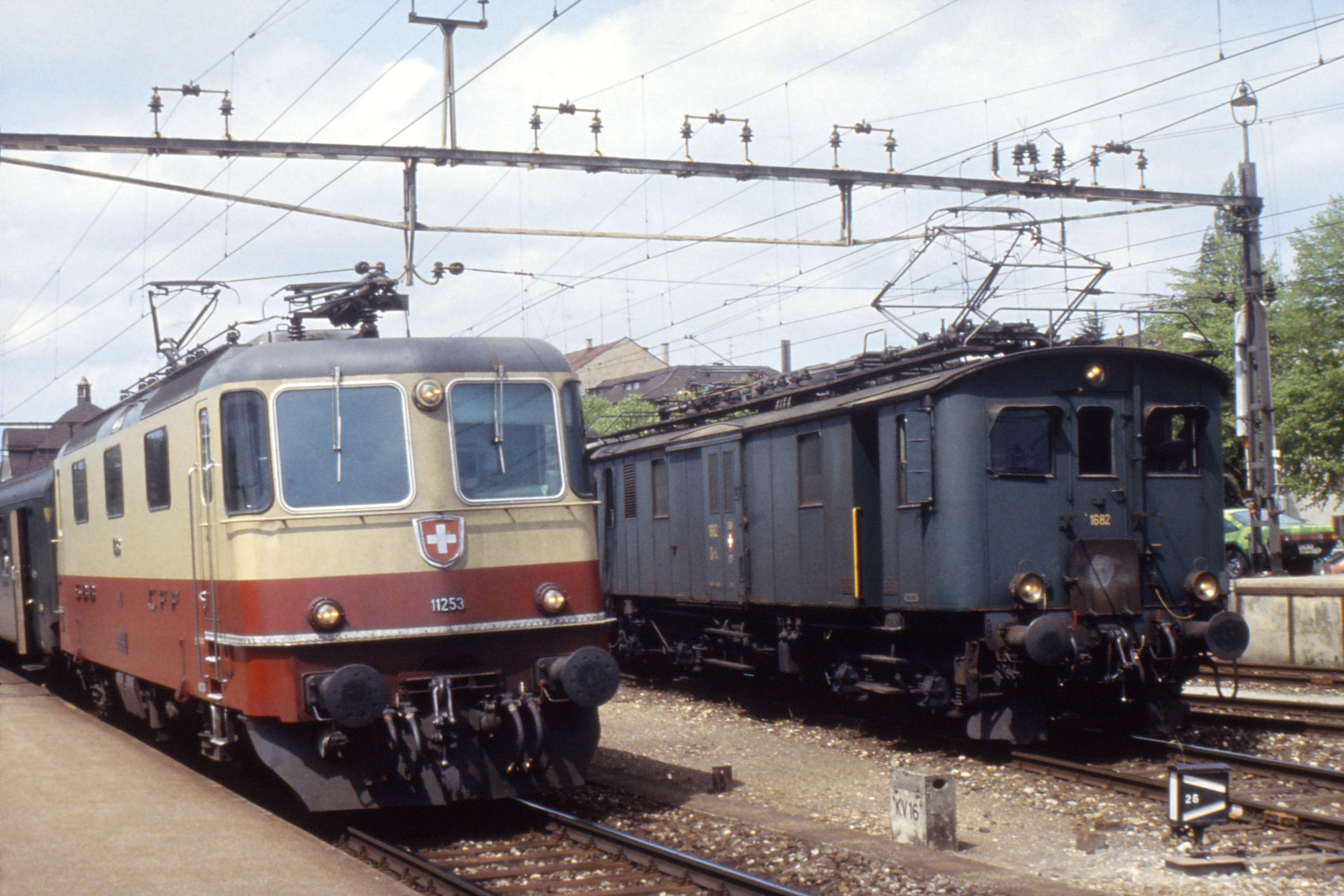
Re 4/4 II en livrée TEE

Période d'utilisation : 26.05.1974 – 21.01.1984
L'adjonction d'une voiture de première classe supplémentaire était fréquente lors de pics de trafic ; la composition a même comporté jusqu'à 13 voitures lors de pointes exceptionnelles des sports d'hiver !
- Horaire d'été (de fin mai–début juin à fin septembre–début octobre) :
  - la voiture-restaurant continuait jusqu'à Venise, la voiture-bar était dételée à Lausanne[2] :

| A4Dtux SNCF | A8u SNCF | A8u SNCF | A8tu SNCF | A8tu CFF | Vru SNCF | A8tu CFF | A3rtux SNCF | A8u SNCF |

| voiture 2 Paris–Venise | voiture 3 Paris–Venise | voiture 4 Paris–Venise | voiture 5 Paris–Venise | voiture 8 Paris–Venise | Paris–Venise | voiture 12 Paris–Lausanne | voiture 14 Paris–Lausanne | voiture 16 Paris–Lausanne |

- Horaire d'hiver (de fin septembre–début octobre à fin mai–début juin) :
  - le contraire : la voiture-bar continuait jusqu'à Milan et la voiture-restaurant était dételée à Lausanne[2] :

| A4Dtux SNCF | A8u SNCF | A8u SNCF | A8tu CFF | A3rtux SNCF | Vru SNCF | A8tu CFF | A8u SNCF |

| voiture 2 Paris–Milan | voiture 3 Paris–Milan | voiture 4 Paris–Milan | voiture 8 Paris–Milan | voiture 9 Paris–Milan | Paris–Lausanne | voiture 12 Paris–Lausanne | voiture 16 Paris–Lausanne |

- Entre 1975 et 1977, à la suite d'une contestation des CFF concernant la suspension pneumatique des bogies Y 26 P des voitures-restaurant Vru, ces dernières sont remplacées par des voitures-restaurant du type UIC-Y utilisé sur le Capitole entre 1967 et 1970. Toutefois, avec 4 places de front, leur confort ne correspondait pas aux normes TEE.

- Il n'était pas rare que la voiture fourgon-générateur, attelée en tête du train au départ de Paris Gare de Lyon, soit attelée à l'envers, en cas de défaillance subite du groupe électrogène du fourgon titulaire, car l'atelier de maintenance de Paris-Conflans (gérant, aujourd'hui, les TGV Sud est), surchargé de travail, changeant le fourgon en dernière minute, n'avait pas le temps de le retourner.

#### Locomotives

Types de courants sur l'itinéraire du Cisalpin

La rame était tractée par une locomotive électrique propre à chaque réseau :
- CC 21000 entre Paris et Vallorbe (parcours français sous 1 500 V cc et 25 000 V 50 Hz), mais pouvait être remplacée par :
  - CC 6500 entre Paris et Dijon (parcours sous 1 500 V)
  - 2 BB 25500 en UM entre Dijon et Vallorbe (parcours sous 1500 V cc jusqu'à Dole, puis sous 25 000 V 50 Hz)

- Re 4/4 II (ou Re 6/6, ou Re 4/4 IV dès 1982) entre Vallorbe et Domodossola (parcours suisse sous 15 000 V 16 ⅔ Hz)
- E 444 Tartaruga (ou E 632 ou E 633) entre Domodossola et Milan ou Venise (parcours italien sous 3 000 V cc)

À noter que si une CC 21000 tractait un convoi composé au-delà de huit voitures, on dépassait la charge admise sur le tronçon entre Dole et Vallorbe. Un arrêt de service supplémentaire était alors imposé en gare de Dole-Ville, afin de procéder au changement de réduction sur la CC 21000 : la démultiplication voyageurs (dite 220) faisait place à la démultiplication marchandises (dite 100), permettant ainsi la montée jusqu'en Suisse avec une charge de 600 tonnes. Une décision formellement écrite du Réseau Sud-Est était nécessaire.